# 16. Screen Actors Guild-gála
A 16. Screen Actors Guild-gála a 2009-es év legjobb filmes és televíziós alakításait értékelte. A díjátadót 2010. január 23-án tartották a Los Angeles-i Shrine Auditoriumban. A ceremóniát a TNT és a TBS televízióadók egyszerre közvetítették élőben. A jelöltek listáját 2009. december 17-én jelentette be Michelle Monaghan és Chris O’Donnell a los angelesi Pacific Design Centerben található Silver Screen Theaterben.

## Győztesek és jelöltek

### Film
| Legjobb férfi főszereplő | Legjobb férfi főszereplő | Legjobb női főszereplő     | Legjobb női főszereplő |
| --- | --- | -------------------------- | --- |
| | - Jeff Bridges – Őrült szív (Otis "Bad" Blake) - George Clooney – Egek ura (Ryan Bingham) - Colin Firth – Egy egyedülálló férfi (George Falconer) - Morgan Freeman – Invictus – A legyőzhetetlen (Nelson Mandela) - Jeremy Renner – A bombák földjén (William James)                                   |                            | - Sandra Bullock – A szív bajnokai (Leigh Anne Tuohy) - Helen Mirren – Az utolsó állomás (Sofya Tolstoy) - Carey Mulligan – Egy lányról (Jenny Miller) - Gabourey Sidibe – Precious – A boldogság ára (Claireece "Precious" Jones) - Meryl Streep – Julie és Julia – Két nő, egy recept (Julia Child) |
| Legjobb férfi mellékszereplő | Legjobb férfi mellékszereplő | Legjobb női mellékszereplő | Legjobb női mellékszereplő |
| | - Christoph Waltz – Becstelen brigantyk (Hans Landa) - Matt Damon – Invictus – A legyőzhetetlen (Francois Pienaar) - Woody Harrelson – A harcmező hírnökei (Tony Stone) - Christopher Plummer – Az utolsó állomás (Lev Nyikolajevics Tolsztoj) - Stanley Tucci – Komfortos mennyország (George Harvey) |                            | - Mo’Nique – Precious – A boldogság ára (Mary Lee Johnston) - Penélope Cruz – Kilenc (Carla Albanese) - Vera Farmiga – Egek ura (Alex Goran) - Anna Kendrick – Egek ura (Natalie Keener) - Diane Kruger – Becstelen brigantyk (Bridget von Hammersmark)                                               |
| Legjobb szereplőgárda (mozifilm) | |                            | |
| - Becstelen brigantyk – Daniel Brühl, August Diehl, Julie Dreyfus, Michael Fassbender, Sylvester Groth, Jacky Ido, Diane Kruger, Mélanie Laurent, Denis Ménochet, Mike Myers, Brad Pitt, Eli Roth, Til Schweiger, Rod Taylor, Christoph Waltz, Martin Wuttke - Egy lányról – Dominic Cooper, Alfred Molina, Carey Mulligan, Rosamund Pike, Peter Sarsgaard, Emma Thompson, Olivia Williams - A bombák földjén – Christian Camargo, Brian Geraghty, Evangeline Lilly, Anthony Mackie, Jeremy Renner - Kilenc – Marion Cotillard, Penélope Cruz, Daniel Day-Lewis, Judi Dench, Fergie, Kate Hudson, Nicole Kidman, Sophia Loren - Precious – A boldogság ára – Mariah Carey, Lenny Kravitz, Mo'Nique, Paula Patton, Sherri Shepherd, Gabourey Sidibe | |                            | |
| Legjobb kaszkadőrgárda (mozifilm) | |                            | |
| - Star Trek - Közellenségek - Transformers: A bukottak bosszúja | |                            | |

### Televízió
| Legjobb színész (minisorozat vagy tévéfilm) | Legjobb színész (minisorozat vagy tévéfilm) | Legjobb színésznő (minisorozat vagy tévéfilm) | Legjobb színésznő (minisorozat vagy tévéfilm) |
| --- | --- | --------------------------------------------- | --- |
| | - Kevin Bacon – A lélek útja (Mike Strobl) - Cuba Gooding Jr. – Az aranykezű sebész (Ben Carson) - Jeremy Irons – Georgia O'Keeffe (Alfred Stieglitz) - Kevin Kline – Cyrano de Bergerac (Cyrano de Bergerac) - Tom Wilkinson – A klónfiú (Salter)      |                                               | - Drew Barrymore – Két nő – egy ház ("Little" Edith Bouvier Beale) - Joan Allen – Georgia O'Keeffe (Georgia O’Keeffe) - Ruby Dee – Amerika gyermekei (Mrs. Harper) - Jessica Lange – Két nő – egy ház ("Big" Edith Ewing Bovier Beale) - Sigourney Weaver – Imák Bobbyért (Mary Griffith)                                                     |
| Legjobb színész (drámasorozat) | Legjobb színész (drámasorozat) | Legjobb színésznő (drámasorozat)              | Legjobb színésznő (drámasorozat) |
| | - Michael C. Hall – Dexter (Dexter Morgan) - Simon Baker – A mentalista (Patrick Jane) - Bryan Cranston – Breaking Bad – Totál szívás (Walter White) - Jon Hamm – Mad Men – Reklámőrültek (Don Draper) - Hugh Laurie – Doktor House (Dr. Gregory House) |                                               | - Julianna Margulies – A férjem védelmében (Alicia Florrick) - Patricia Arquette – A médium (Allison DuBois) - Glenn Close – A hatalom hálójában (Patty Hewes) - Mariska Hargitay – Esküdt ellenségek: Különleges ügyosztály (Olivia Benson) - Holly Hunter – Saving Grace (Grace Hanadarko) - Kyra Sedgwick – A főnök (Brenda Leigh Johnson) |
| Legjobb színész (vígjátéksorozat) | Legjobb színész (vígjátéksorozat) | Legjobb színésznő (vígjátéksorozat)           | Legjobb színésznő (vígjátéksorozat) |
| | - Alec Baldwin – A stúdió (Jack Donaghy) - Steve Carell – The Office (Michael Scott) - Larry David – Félig üres (Önmaga) - Tony Shalhoub – Monk – A flúgos nyomozó (Adrian Monk) - Charlie Sheen – Két pasi – meg egy kicsi (Charlie Harper)            |                                               | - Tina Fey – A stúdió (Liz Lemon) - Christina Applegate – Nem ér a nevem (Samantha Newly) - Toni Collette – Tara alteregói (Tara Gregson) - Edie Falco – Jackie nővér (Jackie Peyton) - Julia Louis-Dreyfus – Christine kalandjai (Christine Campbell)                                                                                        |
| Legjobb szereplőgárda (drámasorozat) | |                                               | |
| - Mad Men – Reklámőrültek – Alexa Alemanni, Bryan Batt, Jared Gilmore, Michael Gladis, Jon Hamm, Jared Harris, Christina Hendricks, January Jones, Vincent Kartheiser, Robert Morse, Elisabeth Moss, Kiernan Shipka, John Slattery, Rich Sommer, Christopher Stanley, Aaron Staton - A főnök – G. W. Bailey, Michael Paul Chan, Raymond Cruz, Tony Denison, Robert Gossett, Phillip P. Keene, Corey Reynolds, Kyra Sedgwick, J. K. Simmons, Jon Tenney - Dexter – Preston Bailey, Julie Benz, Jennifer Carpenter, Brando Eaton, Courtney Ford, Michael C. Hall, Desmond Harrington, C. S. Lee, John Lithgow, Rick Peters, James Remar, Christina Robinson, Lauren Vélez, David Zayas - A férjem védelmében – Christine Baranski, Josh Charles, Matt Czuchry, Julianna Margulies, Archie Panjabi, Graham Phillips, Makenzie Vega - True Blood – Inni és élni hagyni – Chris Bauer, Mehcad Brooks, Anna Camp, Nelsan Ellis, Michelle Forbes, Mariana Klaveno, Ryan Kwanten, Todd Lowe, Michael McMillian, Stephen Moyer, Anna Paquin, Jim Parrack, Carrie Preston, William Sanderson, Alexander Skarsgård, Sam Trammell, Rutina Wesley, Deborah Ann Woll | |                                               | |
| Legjobb szereplőgárda (vígjátéksorozat) | |                                               | |
| - Glee – Sztárok leszünk! – Dianna Agron, Chris Colfer, Patrick Gallagher, Jessalyn Gilsig, Jane Lynch, Jayma Mays, Kevin McHale, Lea Michele, Cory Monteith, Heather Morris, Matthew Morrison, Amber Riley, Naya Rivera, Mark Salling, Harry Shum Jr., Josh Sussman, Dijon Talton, Iqbal Theba, Jenna Ushkowitz - A stúdió – Scott Adsit, Alec Baldwin, Katrina Bowden, Kevin Brown, Grizz Chapman, Tina Fey, Judah Friedlander, Jane Krakowski, John Lutz, Jack McBrayer, Tracy Morgan, Keith Powell - Félig üres – Larry David, Susie Essman, Jeff Garlin, Cheryl Hines - Modern család – Julie Bowen, Ty Burrell, Jesse Tyler Ferguson, Nolan Gould, Sarah Hyland, Ed O’Neill, Rico Rodriguez, Eric Stonestreet, Sofía Vergara, Ariel Winter - The Office – Leslie David Baker, Brian Baumgartner, Creed Bratton, Steve Carell, Jenna Fischer, Kate Flannery, Ed Helms, Mindy Kaling, Ellie Kemper, Angela Kinsey, John Krasinski, Paul Lieberstein, B. J. Novak, Oscar Nuñez, Craig Robinson, Phyllis Smith, Rainn Wilson | |                                               | |
| Legjobb kaszkadőrgárda (televízió) | |                                               | |
| - 24 - A főnök - Dexter - Hősök - Az egység | |                                               | |

### Screen Actors Guild-életműdíj
- Betty White

## In Memoriam
A gála "in memoriam" szegmense az alábbi, 2009-ben elhunyt személyekről emlékezett meg:
- Natasha Richardson
- Monte Hale
- Henry Gibson
- Betsy Blair
- Robert Ginty
- Ed McMahon
- Philip Carey
- Dom DeLuise
- Brittany Murphy
- Carl Ballantine
- Ron Silver
- Dennis Cole
- John Quade
- Richard Todd
- Fred Travalena
- Cheryl Holdridge
- Joseph Wiseman
- Arnold Stang
- Gene Barry
- Collin Wilcox Paxton
- Farrah Fawcett
- Russ Conway
- Soupy Sales
- Gale Storm
- Steven Gilborn
- Lou Jacobi
- Dick Durock
- Michael Jackson
- Wayne Tippit
- Harve Presnell
- Alaina Reed Hall
- James Whitmore
- Jim Hutchison
- Karl Malden
- Paul Burke
- Edward Woodward
- Frank Aletter
- Bea Arthur
- David Carradine
- Jennifer Jones
- Patrick Swayze

## Fordítás
- Ez a szócikk részben vagy egészben  a(z)   16th Screen Actors Guild Awards című angol Wikipédia-szócikk fordításán alapul.  Az eredeti cikk szerkesztőit annak laptörténete sorolja fel. Ez a jelzés csupán a megfogalmazás eredetét és a szerzői jogokat jelzi, nem szolgál a cikkben szereplő információk forrásmegjelöléseként.